# Palo Blanco del Refugio
Palo Blanco del Refugio är en ort i Mexiko.   Den ligger i kommunen Acámbaro och delstaten Guanajuato, i den södra delen av landet, 190 km väster om huvudstaden Mexico City. Palo Blanco del Refugio ligger 1 911 meter över havet och antalet invånare är 196.
Terrängen runt Palo Blanco del Refugio är kuperad åt sydväst, men åt nordost är den platt. Terrängen runt Palo Blanco del Refugio sluttar norrut. Runt Palo Blanco del Refugio är det ganska tätbefolkat, med 144 invånare per kvadratkilometer. Närmaste större samhälle är Acámbaro, 7,6 km öster om Palo Blanco del Refugio. I omgivningarna runt Palo Blanco del Refugio växer huvudsakligen savannskog.